# Full Container Load
Full Container Load (FCL) (französisch Conteneur Complet, deutsch Voll-Containerladung) ist ein wirtschaftlicher Terminus aus dem Frachtcontainerverkehr. Er bezeichnet den Haus-zu-Haus-Verkehr des gesamten Behälters. Full Container Load (FCL) kann sich sowohl auf den Schiffsverkehr als auch auf den Stückgutverkehr per Lastkraftwagen erstrecken. Sie finden auch im intermodalen Verkehr mit Verladung auf Güterzug oder Flugzeug Anwendung.
Anders als beim Less than container load (LCL), wo es sich um unterschiedliche Teilbeladungen (Stückgut) eines genormten Frachtcontainers handelt, übernimmt beim FCL die Reederei vom Ablader einen bereits voll beladenen und von der Zollbehörde verplombten Container zur Verfrachtung, da die Lieferung nicht zusammengesetzt und somit „aus einem Guss“ übernommen wird.
Die Verantwortung liegt in der Beladung beim Absender und für die Entladung beim Empfänger der Ware.

## Wirtschaftliche Bedeutung
Full Container Loads gewinnen im internationalen Güterfernverkehr an Bedeutung, da sich aufgrund der vorgeschriebenen Verplombung der Schmuggel von Gütern ins Ausland (aber auch Menschenhandel) eindämmen lässt. Dadurch sind die sogenannten Transitländer in diesem Punkt keiner Gefahr ausgesetzt.